# Пуща-Водица (парк)
Пуща-Водица — парк в Оболонском районе города Киева в селении Пуща-Водица. Общая площадь — 11,73 га.
В советское время в парке находились детские и спортивные площадки, эстрада. В настоящее время есть только небольшая спортивная площадка. Парк расположен на берегу оборудованных прудов, образованных в русле речки Котурки — пляжи.
Основные породы деревьев — дуб и сосна. Парк является частью большого лесного массива (Пуща-Водицкий лесопарк).
Соединяется с остальным городом трамвайной линией (проложена в 1904 году).